# Hyloscirtus
Hyloscirtus är ett släkte av groddjur. Hyloscirtus ingår i familjen lövgrodor.

## Dottertaxa tillHyloscirtus, i alfabetisk ordning[1]
- Hyloscirtus albopunctulatus
- Hyloscirtus alytolylax
- Hyloscirtus armatus
- Hyloscirtus bogotensis
- Hyloscirtus callipeza
- Hyloscirtus caucanus
- Hyloscirtus charazani
- Hyloscirtus chlorosteus
- Hyloscirtus colymba
- Hyloscirtus denticulentus
- Hyloscirtus estevesi
- Hyloscirtus jahni
- Hyloscirtus larinopygion
- Hyloscirtus lascinius
- Hyloscirtus lindae
- Hyloscirtus lynchi
- Hyloscirtus pacha
- Hyloscirtus palmeri
- Hyloscirtus pantostictus
- Hyloscirtus phyllognathus
- Hyloscirtus piceigularis
- Hyloscirtus platydactylus
- Hyloscirtus psarolaimus
- Hyloscirtus ptychodactylus
- Hyloscirtus sarampiona
- Hyloscirtus simmonsi
- Hyloscirtus staufferorum
- Hyloscirtus tapichalaca
- Hyloscirtus tigrinus
- Hyloscirtus tolkieni [2]
- Hyloscirtus torrenticola